# Janez I. Herbaren Arkelski
Janez I. Herbaren Ledeški Arkelski z vzdevkom Močni (ok. 1233 - Gorinchem, 15. maj 1272 ) je bil gospod Arkelski od leta 1253 do svoje smrti. Druge njegove posesti so bile Noordeloos, Bergenambacht, Heukelom, Hoog Blokland, Slingelandt, Stolwijk in Willige Langerak.

## Življenje
Bil je sin Herbarena II. Ledeškega, ustanovitelja gospoščine Arkel.
Janez se prvič omenja v latinski kroniki iz leta 1253, kjer je omenjen kot Johannes miles dominus de Arkele (Janez, vitez, gospod Arkelski). Kasneje je večkrat omenjen v listinah o posojilih. Leta 1253 se on in njegov brat Herbaren pojavita v listini kot priča Janezu I. Ledeškemu. 25. junija 1254 je Janez priča zavezništvu med Janezom Ledeškim in Hugom Arkelskim, da od Florisa Dalemskega prejmeta posest Dalema kot fevd. Sodeloval je v vojnah z uporniškimi Zahodnimi Frizijci, ki jih je vodil njegov fevdni gospod Viljem II. Holandski. Okrog leta 1260 je od grofije Holandije prejel v fevd den Berghe (današnji Bergambacht), ki ga je dal v sekundarni fevd bratu Herbarenu. 29. oktobra 1263 Janez podeli posest Slingelandt v fevd nekemu Otonu. 23. avgusta 1264 je skupaj z Viljemom I. Brederodskim podelil Hendriku Alblaškemu pravico do kopanja jarka ali kanala (Janez je bil takrat zadnjič omenjen v listini).
Janez I. je dobil vzdevek Močni (De Sterke), nekoč naj bi se v šali s svojim konjem ustavil pri vratih Gorinchema. Leta 1267 je začel graditi grad Gorinchem.

## Poroka in otroci
Janez je imel štiri otroke:
- Janez II. Arkelski naslednik
- Arnold Arkelski (1283-1343), gospod Leijenburški in Noordeloosa
- Margreta (1312 †), poročena s Hubertom Beusichemskim, gospodom Culemborškim
- IJsbrand ali Isebrant, omenjen kot kanonik v Cambraiju leta 1303 [3]

Janez Ledeški Arkelski je bil pokopan z ženo v grobnici v cerkvi v Gorinchemu. Leta 1604 so kosti odstranili in pokopali drugje.